# Świniarów
Świniarów – wieś sołecka w Polsce położona w województwie mazowieckim, w powiecie łosickim, w gminie Łosice.
Wierni Kościoła rzymskokatolickiego należą do parafii św. Zygmunta w Łosicach.
Miejscowość leży na prawym brzegu rzeki Tocznej przy drodze krajowej nr 19 w odległości 3 km na północny wschód od Łosic.
Do 1954 roku istniała gmina Świniarów. W latach 1975–1998 miejscowość administracyjnie należała do województwa bialskopodlaskiego.